# Hamburg International
Hamburg International was een luchtvaartmaatschappij uit Duitsland, met bases op de vliegvelden van Hamburg, Priština, Luxemburg, Saarbrücken, Friedrichshafen en vanaf mei 2009 op Airport Weeze/Niederrhein (net over de grens bij Boxmeer). De maatschappij werd in juli 1998 opgericht en begon met het uitvoeren van vluchten op 28 april 1999.
De IATA Code van Hamburg International was 4R, de ICAO Code HHI en roepletter Hamburg Jet.
Op 19 oktober 2010 heeft Hamburg International faillissement aangevraagd, nadat een van de leasemaatschappijen van de A319 vloot besloot de toestellen terug te halen, waarna ook de andere leasefirma's dit besluit volgden. In navolging op het faillissement heeft de Duitse luchtvaartautoriteit de Air operator's certificate van Hamburg International per 20 oktober 2010 00:00 uur ingetrokken en moest HHI al haar vliegactiviteiten staken.

## Vloot
Hamburg International bezat of had voor het faillissement nog de volgende vliegtuigen: (mei 2009)
- 1 Boeing 737-700
- 8 Airbus A319-100

De Boeing 737-700 beschikte over 148 zitplaatsen en de Airbus A319 had 150 zitplaatsen.